# 마닐라 (보드 게임)

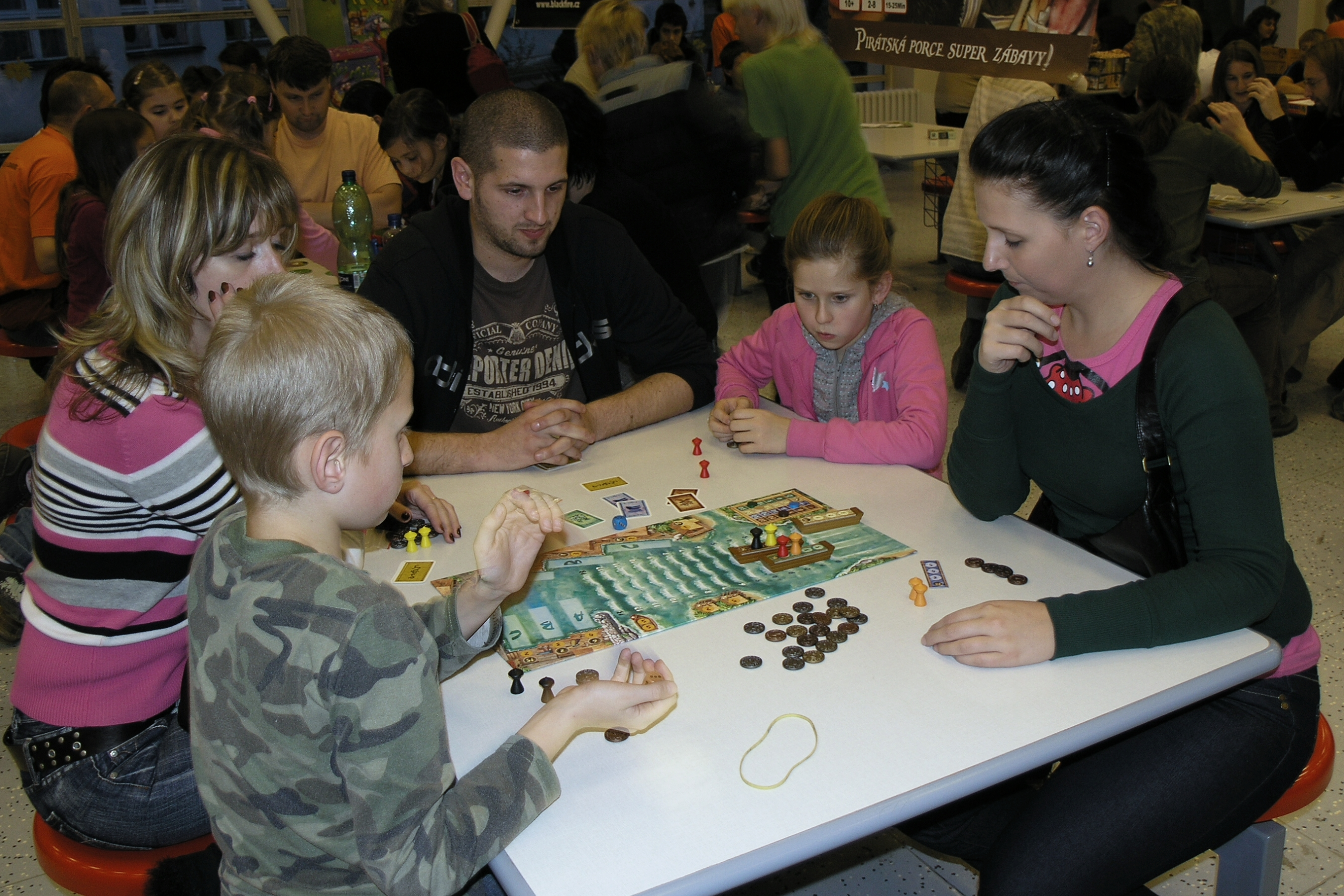

보드게임 마닐라(영어: Board Game Manila)는 2005년 Zoch Veralg에서 처음 발매되었다. 5라운드 동안 배를 보내고 수리해 돈을 가장 많이 모은 플레이어가 승리하는 상업 전략 게임이다. 작가는 프렌츠 베노-델롱게이다.
대한민국에서는 코리아보드게임즈가 Zoch Veralg를 통하여 출시하였다.

## 구성물
- 게임판 1개
- 배 3척
- 상품 화물 타일 4장(각 상품당 1장씩)
- 주식 카드 20장(각 상품당 5장씩)
- 주화 토큰 79개(1페소 21개, 2페소 18개, 5페소 16개, 10페소 15개, 20페소 9개)
- 부하 말 20개(4개씩, 5색)
- 주사위 4개(각 상품당 1개씩)
- 상품 가치 토큰 4개(각 상품당 1개씩)

## 게임 시작
- 각 배의 시작 위치는 수로에 놓는다. 배 3척의 숫자 합이 항상 9가 되어야 하며, 상품의 가치를 올리기 싫은 배는 0에 놓는다.

## 부하 배치
- 상품 화물 타일 - 인삼, 비단, 육두구에는 부하 칸이 3개, 옥에는 4개가 있다. 배에 배치된 부하는 승객이 된다. 플레이어가 상품 중 하나를 골라 그 배에 부하를 배치할 때는 반드시 해당 화물 칸 중 가장 낮은 가격 칸에 배치해야 한다. 이미 항구에 들어간 배에는 부하를 배치할 수 없다.
- 항구 및 조선소 - 항구 및 조선소에는 부하를 배치 할 수 있는 칸은 3칸이 있다. 배가 13칸에 통과한 배들은 마닐라 항구로 무사히 도착한다. 배가 13칸에 멈추거나 13칸을 통과하지 못하면 조선소에서 수리를 받아야 한다.
- 보험사무소 - 보험사무소에는 1개의 부하 칸이 있다. 보험 대리인은 아무것도 지불하지 않고 즉시 은행에서 10페소를 받는다. 만약 해당 배가 항구에 들어가지 못했을 때는 보험 대리인의 금전 손실은 없다.
- 해적선 - 해적선에는 2개의 칸이 있다. 배가 13칸에 멈춘 배를 해적이 약탈하거나, 해적이 승선할 수 있다.
- 도선사의 섬 - 도선사의 섬에는 2개의 부하 칸이 있다. 3번째로 배를 이동시키지 전에 배에 적혀있는 숫자만큼 배를 전진, 후진시킬 수 있다.

## 배 수선
- 배가 13칸을 통과한 배는 마닐라 항구에 무사히 도착하지만, 배가 13칸을 넘지 못한 배는 조선소에 들어오게 된다.
- 보험 사무소에 부하를 배치한 플레이어는 은행에서 돈을 내야 한다.

## 상품 시세 조정
- 이미 항구에 들어간 배에는 상품의 시세가 올라가지만, 이미 조선소에 들어간 배는 그대로다.

## 이익 분배
- 성공한 조직원들은 이익을 얻는다. 옥 밀수로 챙긴 승객 2명이 타고 있는 플레이어는 24페소를 받는다. 승객 1명이 타고 있는 플레이어는 12페소를 받는다.
- 조선소에 부하를 배치한 플레이어는 6페소, 8페소를 받는다. 보험 사무소에 부하를 배치한 플레이어는 은행에서 돈을 내야 한다.

## 게임 종료
- 어떤 상품이 암시장 가격표에서 30페소 칸에 도달하면, 즉시 게임이 끝난다. 플레이어들은 가지고 있는 돈을 계산해 가장 많은 재산을 획득한 플레이어가 승리한다.